# PB2Y (航空機)

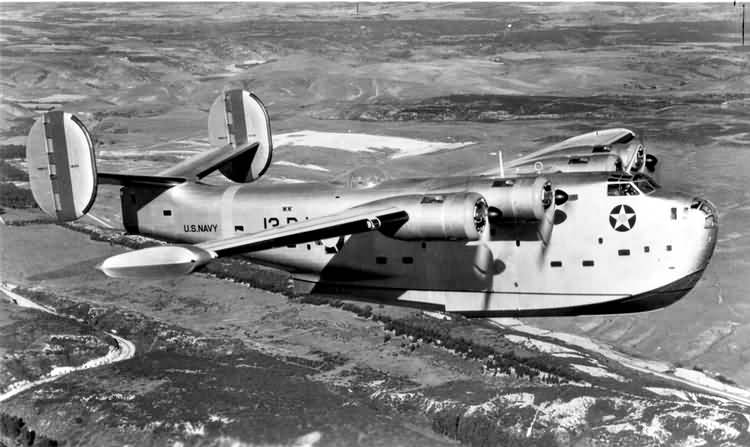
Consolidated PB2Y „Coronado“

PB2Yはアメリカ海軍が第二次世界大戦時に使用した哨戒・爆撃用の4発飛行艇である。
愛称はコロネド(Coronado)。コロナードとも表記される。

## 概要
コンソリデーテッド社が開発した大型飛行艇で、原型機の初飛行は1937年12月17日に行われた。機体の各部の修正に手間取ったり海軍に本機を発注する予算が無かったりしたため、制式採用は1939年になってからとなった。PBYカタリナ飛行艇の後継として開発された機体だが、製作費は3倍に及んだ。重武装の機体だったがエンジンが馬力不足で水上操作性もよくなかったため洋上哨戒任務ではあまり活躍できず、大戦の後期にはほとんどの機体が輸送任務に利用された。なお、アメリカ軍機としては初めて、補助ロケットを使用した離水を実用化した機体であった。総生産機数は217機。
なお、イギリス空軍にも洋上哨戒機として10機レンドリースされたが、哨戒任務には使用されず、カナダとスコットランド間の輸送任務に使用された。
主翼下面のエンジンナセルの間には左右各4ヵ所の爆弾庫があり、1,000ℓbまでの各種爆弾や爆雷、または魚雷を収容できるほか、第1および第4エンジンナセルの主翼下に2ヵ所ずつのハードポイントを設け1,000ℓb爆弾4発を懸吊できた。

## スペック （PB2Y-3）
- 全長: 24.15 m
- 全幅: 35.05 m
- 全高: 8.38 m
- 主翼面積: 165.36 m2
- 全装備重量: 30,845 kg
- 自量: 18,612 kg
- 乗員: 10 名

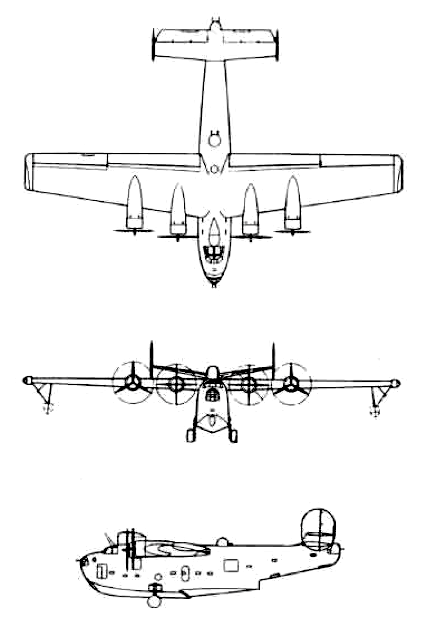
PB2Y-5

- 発動機: P&W R-1830-88 ツイン・ワスプ 空冷星型 14気筒 1,200 hp×4
- 最高速度: 360 km/h (5,940 m)
- 巡航速度: 225 km/h
- 航続距離: 3,717 km
- 実用上昇限度: 6,370 m
- 上昇率:　168m/min
- 武装
  - 12.7 mm機関銃 ×8
  - 1000 lb（450kg）爆弾 ×8（爆弾倉）、1000 lb（450kg）爆弾 ×4（主翼下）